# Lyndon Township (Illinois)
Die Lyndon Township ist eine von 22 Townships im Whiteside County im Nordwesten des US-amerikanischen Bundesstaates Illinois. Im Jahr 2010 hatte die Lyndon Township 1057 Einwohner.

## Geografie
Die Lyndon Township liegt im Nordwesten von Illinois, am Nordufer des Rock River. Der Mississippi, der die Grenze zu Iowa bildet, liegt rund 30 km westlich. Die Grenze zu Wisconsin befindet sich rund 95 km nördlich.
Die Lyndon Township liegt auf 41°43′44″ nördlicher Breite und 89°54′55″ westlicher Länge und erstreckt sich über 73,03 km², die sich auf 70,7 km² Land- und 2,33 km² Wasserfläche verteilen. 
Die Lyndon Township liegt im Zentrum des Whiteside County und grenzt im Norden an die Mount Pleasant Township, im Nordosten an die Hopkins Township, im Osten an die Hume Township, im Süden an die Prophetstown Township, im Westen an die Fenton Township und im Nordwesten an die Union Grove Township.

## Verkehr

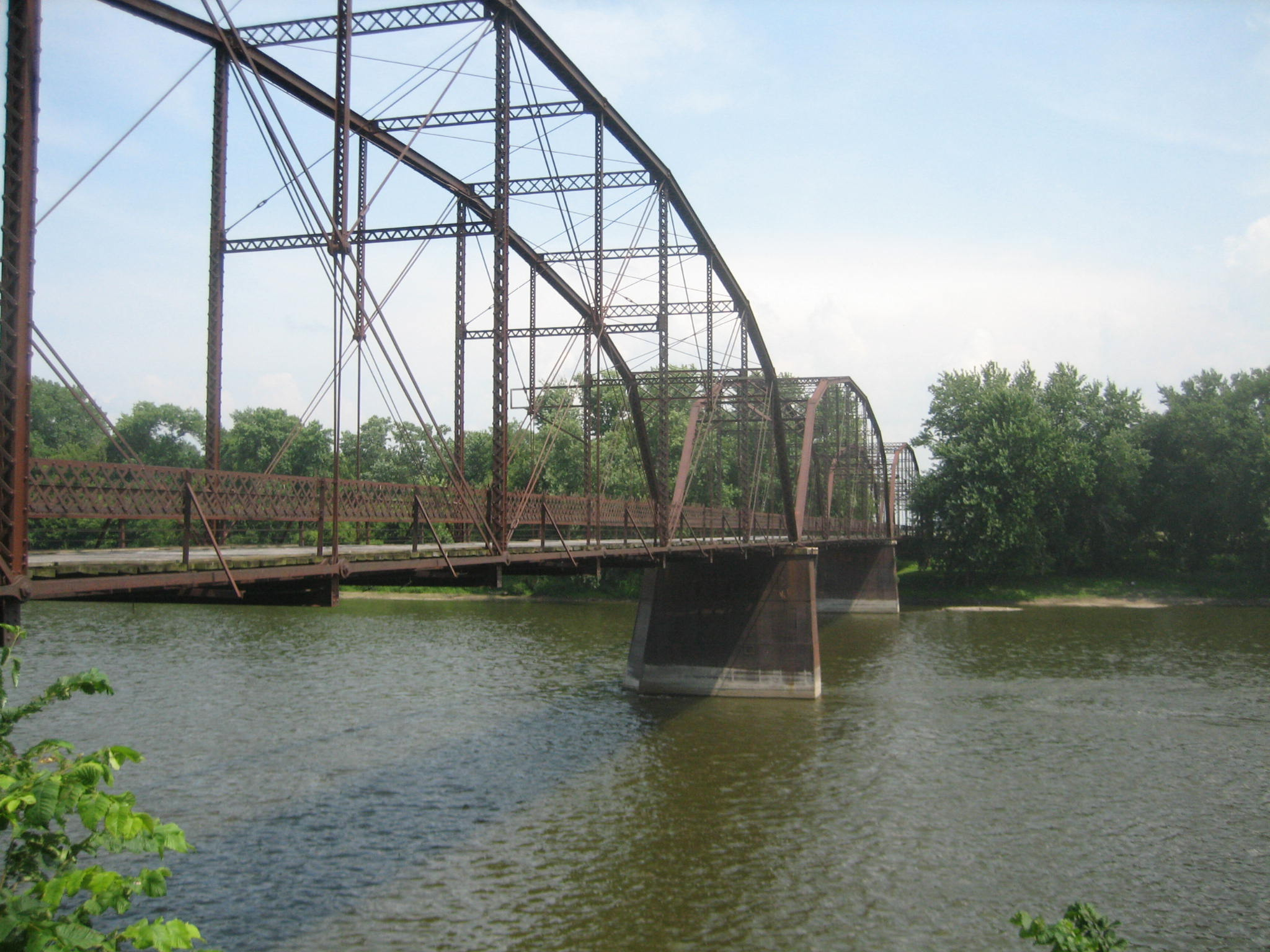
Die Lyndon Bridge, seit 2003 im NRHP gelistet

Entlang des Rock River verläuft die Interstate 88, die Chicago mit den Quad Cities verbindet. Durch den Westen der Lyndon Township verläuft in Nord-Süd-Richtung die Illinois State Route 78.  Alle weiteren Straßen sind untergeordnete, teils unbefestigte Fahrwege. Bis zu deren Schließung für jeglichen Verkehr im Jahr 1980 bestand über die Lyndon Bridge eine direkte Verbindung von Lyndon zum gegenüberliegenden Ufer des Rock River. Heute verläuft dieser Verkehr über die State Route 78.

Mit dem Whiteside County Airport befindet sich ein kleiner Flugplatz rund 20 km östlich der Lyndon Township. Die nächstgelegenen größeren Flughäfen sind der rund 100 km nordöstlich gelegene Chicago Rockford International Airport und der rund 65 km südwestlich gelegene Quad City International Airport.

## Demografische Daten
Nach der Volkszählung im Jahr 2010 lebten in der Lyndon Township 1057 Menschen in 420 Haushalten. Die Bevölkerungsdichte betrug 15 Einwohner pro Quadratkilometer. In den 420 Haushalten lebten statistisch je 2,52 Personen. 
Ethnisch betrachtet setzte sich die Bevölkerung zusammen aus 97,2 Prozent Weißen, 0,2 Prozent Afroamerikanern, 0,2 Prozent amerikanischen Ureinwohnern, 0,1 Prozent (eine Person) Asiaten sowie 0,5 Prozent aus anderen ethnischen Gruppen; 1,9 Prozent stammten von zwei oder mehr Ethnien ab. Unabhängig von der ethnischen Zugehörigkeit waren 2,4 Prozent der Bevölkerung spanischer oder lateinamerikanischer Abstammung. 
23,2 Prozent der Bevölkerung waren unter 18 Jahre alt, 63,4 Prozent waren zwischen 18 und 64 und 13,4 Prozent waren 65 Jahre oder älter. 48,4 Prozent der Bevölkerung war weiblich.
Das mittlere jährliche Einkommen eines Haushalts lag bei 49.492 USD. Das Pro-Kopf-Einkommen betrug 23.529 USD. 10,5 Prozent der Einwohner lebten unterhalb der Armutsgrenze.

## Orte
Neben Streubesiedlung existiert in der Lyndon Township mit Lyndon eine selbstständige Gemeinde (mit dem Status „Village“).